# Begraafplaats van Bavay
De Begraafplaats van Bavay is een gemeentelijke begraafplaats in de Franse gemeente Bavay in het Noorderdepartement. De begraafplaats bevindt zich in het oosten van het stadscentrum, net buiten de verdwenen stadsomwallingen, langs de weg naar Maubeuge.

## Britse oorlogsgraven
Op de begraafplaats bevinden zich 12 Britse oorlogsgraven van gesneuvelden uit de Eerste Wereldoorlog. De 12 graven zijn geïdentificeerd en worden onderhouden door de Commonwealth War Graves Commission. In de CWGC-registers is de begraafplaats opgenomen als Bavay Communal Cemetery.
In het begin van de oorlog, in augustus 1918, trok de British Expeditionary Force door de streek van Bavay. Daarna was Bavay in Duitse handen tot het eind van de oorlog. Drie van de gesneuvelden vielen in augustus 1914, de negen andere op het eind van de oorlog, in november 1918.